# Río Reventazón
El Río Reventazón es un río perteneciente a la vertiente del Mar Caribe de Costa Rica. Es el segundo más extenso del país, después del río Grande de Térraba, y el más importante de los ríos caribeños de esta nación centroamericana. Nace en el Valle de Orosi, en la confluencia de los ríos Aguacaliente y Grande de Orosi, recorre 145 km y desemboca finalmente en el mar Caribe. Entre sus principales afluentes están el río Macho, el río Reventado, el río Turrialba, el río Guayabo y el río Pejibaye. Dentro de su divisoria de aguas se encuentran dos de las montañas más altas del país: el volcán Irazú y el cerro Buena Vista o Cerro de la Muerte. Su cuenca se distribuye entre las provincias de Cartago y Limón, dentro de la jurisdicción administrativa de diez cantones y, junto con el río Parismina, con el que se une 5 km antes de su desembocadura, forma la cuenca Reventazón-Parismina, que comprende 2818,85 km², lo que corresponde a un 5.52% del territorio nacional y la constituye en la tercera más grande del país, luego de las cuencas de los ríos Grande de Térraba y Tempisque. 
Es uno de los ríos más importantes del país a nivel histórico, cultural y socioeconómico. A orillas del río Reventazón se construyeron los primeros asentamientos humanos de Costa Rica, hace aproximadamente 10.000 años. Las márgenes del río Reventazón fueron ocupadas por algunos de los pueblos precolombinos más importantes de la historia de este país. En la actualidad, a su alrededor se da un gran desarrollo socioeconómico, caracterizado por actividades agrícolas, industriales, urbanas, hidroeléctricas y ecoturísticas, como el rafting. 
Esta cuenca genera el 25% del agua potable que se consume en el Gran Área Metropolitana de Costa Rica, el 40% del cemento y el 85% de las hortalizas, o sea, la base de la alimentación del país. La cuenca del Reventazón genera el 38% de la electricidad que se utiliza en Costa Rica. Tres importantes represas hidroeléctricas ocupan su cauce, Cachí y La Angostura, esta última la segunda de mayor capacidad del país, y una tercera, llamada Reventazón, y es la planta hidroeléctrica de mayor capacidad instalada del país y de América Central, con 305.5 megavatios. En las márgenes del Reventazón se desarrolla un programa educacional interactivo que involucra a 15.000 preescolares, con el propósito de desarrollar educación ambiental.
A pesar de todos estos aspectos positivos, el Reventazón es el segundo río más contaminado del país, superado solo por el río Grande de Tárcoles, por lo que en 2012 se propuso un proyecto de ley para proteger su cuenca, que ya fue aprobado en primer debate en la Asamblea Legislativa de Costa Rica.

## Etimología
Se especula que el nombre del Reventazón surge a partir del río Reventado, un pequeño pero potente afluente que nace de uno de los cráteres extintos del volcán Irazú. El río Reventado lleva este nombre debido a que su curso está asociado a eventos naturales, por lo que hay un potencial de amenaza múltiple presente, lo que lo ha llevado a que, históricamente, produzca grandes inundaciones en la zona de Cartago. 

## Curso
El curso del río Reventazón es de tipo meándrico. Se forma de la confluencia del río Aguacaliente con el río Grande de Orosi en el Valle de Orosi, en la provincia de Cartago. El río Aguacaliente, que nace de la unión de los ríos Purires y Reventado, desciende desde el volcán Irazú y los cerros de Ochomogo hasta el Valle del Guarco, y luego, a partir de allí, desciende hasta el Valle de Orosi. El río Grande de Orosi nace en el Cerro de la Muerte, desciende hasta el Valle de Orosi y allí, se une al Aguacaliente. En la confluencia de ambos ríos, se encuentra el embalse de la represa hidroeléctrica de Cachí. Aguas abajo del embalse, el río fluye con dirección noreste hacia el Valle de Turrialba. A la altura del sitio llamado La Angostura, se forma el embalse de la represa hidroeléctrica de este nombre. Luego de La Angostura, el Reventazón desciende hacia las llanuras del Caribe y se une al río Parismina a falta de 5 km para desembocar en el Caribe. Son afluentes directos del Reventazón los ríos Birrís, Parnás, Maravilla, Pejibaye, Atirro, Tuis, Turrialba y Guayabo, e indirectamente también recibe las aguas de los ríos Macho, Palomo, Purisil y Cuencí, afluentes del río Grande de Orosi, y de los ríos Toyogres y Navarro, afluentes del Reventado.

## Hidrología
La cuenca Reventazón-Parismina se ubica, geográficamente, en la vertiente Caribe de Costa Rica. Es, por su extensión, la tercera cuenca hidrográfica del país, con casi 3.000 km². Está geológicamente conformada por tres secciones:
- La parte alta de la cuenca del Reventazón se encuentra formada por rocas volcánicas, ígneas intrusivas y piroclásticas del Mioceno, rocas sedimentarias de plataforma y marino someras del Mioceno y depósitos continentales del Holoceno.

- El sector medio de la cuenca tiene rocas ígneas del Mioceno y Plio-Pleistoceno y rocas sedimentarias del talud continental, de plataforma y marino someras y continentales.

- La parte baja está caracterizada por rocas sedimentarias y de transición del Holoceno.

Dentro de la cuenca del Reventazón se encuentran los acuíferos de Cartago (caudal promedio 1-15 l/s, espesor 65 m), Turrialba (caudal promedio 1-10 l/s, espesor 25 m) y parte de los de Gúacimo-Guápiles o (caudal promedio 5 l/s, espesor 30 m) y El Zapote (caudal promedio 75 l/s, espesor 100 m).
Estructuralmente, la cuenca del Reventazón posee fallas de tipo dextral en las partes alta y media, con rumbos noroeste-sureste y noreste suroeste. Esto hace a esta sección susceptible a deslizamientos. Al oeste hay una zona de fractura volcano-tectónica, mientras que al este, la parte central de la cuenca muestra una serie de pliegues con ejes de rumbo noroeste. La parte baja posee fallas inversas de rumbo noroeste-sureste, con muy poca susceptibilidad a deslizamientos, pero propensa a las inundaciones.
La cuenca posee tres tipos principales de suelos: ultisol en la parte alta y media, inceptisol en la mayor parte de la parte baja, y entisol cerca de la desembocadura en el mar Caribe.

## Clima, precipitación y temperatura
El clima predominante es el régimen de precipitación del Caribe, con una larga estación lluviosa, con disminuciones de la precipitación y lapsos cortos sin lluvias sobre todo en el mes de marzo.
La precipitación varía de acuerdo a los sectores de la cuenca. En la parte alta, hay secciones con 7.000 mm y otras con 1.500 a 3.000 mm; en la parte media, entre 2.000 y 3.000 mm, y en la parte baja, 3.000 a 4.000 mm. Noviembre y diciembre son los meses más lluviosos. Tiene un promedio de 232 días con lluvia.
El promedio de temperatura en la parte alta de la cuenca es entre 8 y 14.oC, de 14 a 18.oC en la sección media, y de 20 a 28.oC en la región baja.

## Ecología
La región de la cuenca del río Reventazón presenta diversas clasificaciones de bosque pluvial, con presencia de bosque montano, montano bajo y premontano, sobre todo al sureste. Conforme decrece la elevación, aparece el bosque muy húmedo premontano y montano bajo, además de bosque húmedo tropical a nivel de la parte baja de la cuenca. 
Dentro de la cuenca hay tres áreas protegidas muy importantes: la Reserva Forestal Los Santos, que es parte del parque nacional Los Quetzales; el parque nacional Volcán Irazú y el Monumento Nacional Guayabo.

## Historia
Los asentamientos humanos más antiguos de la historia de Costa Rica se ubican en la cuenca del río Reventazón y sus afluentes. En el Valle de Turrialba se ubican los sitios arqueológicos de Guardiria y Florencia-1, en los que se encuentran áreas de cantera y taller, herramientas de piedra, puntas de lanza y otros rastros correspondientes al periodo de cazadores-recolectores, de 10.000 a 2.000 años antes de nuestra era. En esta misma zona provienen datos sobre las primeras zonas de cultivo, de unos 5.000 años.
Las primeras sociedades tribales aparecieron de 300 años antes a 300 años de nuestra era, con registro de estructuras habitacionales con formas rectangulares, en asentamientos como los sitios Severo Ledezma y Las Mercedes, en el cantón de Guácimo. De esta época proviene el metate trípode de panel colgante, manifestación única y sobresaliente del arte precolombino costarricense. Estos objetos se inspiran en los metates de uso doméstico y se hallan decorados con elementos animales y humanos, que parecen representar escenas rituales de sacrificios. La cerámica se caracteriza por el uso de bicromía en zonas y representaciones zoomorfas. En el valle de Turrialba se hallan los primeros indicios de agricultura mixta.

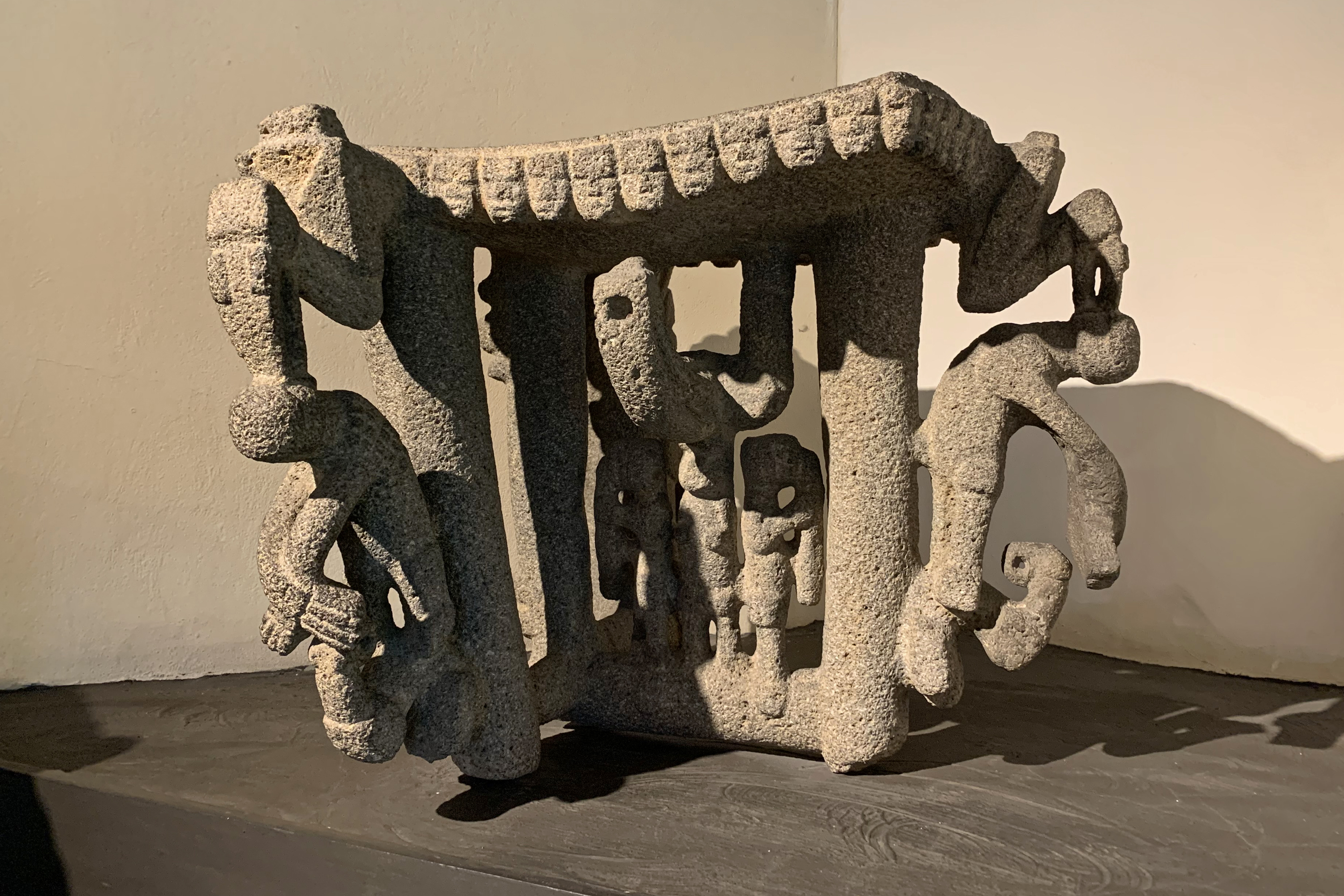
Metate trípode con panel colgante.

De la época de los cacicazgos complejos (300-800) se han encontrado cementerios de corredor, enterramientos de tumbas de cajón, basamentos circulares de viviendas, delimitadas por cantos rodados, montículos o promontorios, pisos de arcilla y calzadas de piedra. Dentro de las ofrendas funerarias destacan la cerámica, los metates y objetos de jade. Aparecen estatuas de figuras humanas con máscaras de lagarto y metates en forma de jaguar. 
A partir de 800 y hasta la llegada de los españoles en el siglo XVI, aparecen los cacicazgos tardíos. Destacan los sitios de Guayabo, a orillas del río de este nombre, y Ta'lari, en el valle de Turrialba, y Las Mercedes, La Cabaña y Williamsburg en el Caribe Central. En Guayabo de Turrialba se han excavado aldeas entre 5 y 10 ha, montículos con paredes de piedra de hasta 2.5 m de altura, con rampas y graderías de acceso, calzadas, caminos empedrados y acueductos que incluyen canales de piedra cubiertos y tanques de depósito para el suministro interno de agua, basamentos circulares y rectangulares para viviendas y otras estructuras construidas con piedras de río. Existen áreas funerarias extensas dentro o fuera del área habitacional. La cerámica presenta decoración modelada e incisa, pintura bicroma y tricoma. Destaca la estatuaria de piedra volcánica, con figuras antropoides de guerreros con cabeza-trofeo, algunas de cierta monumentalidad, cabezas-retrato, personajes fumando, asientos decorados con cabezas de jaguar, metates, lápidas, etc.
A la llegada de los españoles en el siglo XVI, la cuenca del Reventazón se hallaba ocupada por civilizaciones indígenas pertenecientes al Área Intermedia de América, con formas de organización política, social y religiosa más compleja, y el establecimiento de una jerarquización social, y de las cuales la más importante fue la civilización huetar, cuyos principales asentamientos en esta zona se ubicaron en los valles de Orosi y Turrialba, y toda la zona del Caribe Central. En esa época, el río Reventazón recibía el nombre de Suerre, que significa «río de las tortugas» en una lengua extinta que se habló en esa zona. Por extensión, este nombre pasó a denominar toda la región perteneciente a la cuenca de este río y al pueblo indígena que lo habitó. Esta región de Suerre fue muy conocida durante la época de la conquista de Costa Rica debido a su fama de poseer grandes riquezas auríferas.

## Características socioeconómicas
Para el año 2010, un total de 473.314 personas habitaban en la cuenca del río Reventazón, es decir, aproximadamente un 10% de la población de Costa Rica vive y trabaja en los territorios irrigados por el Reventazón y sus afluentes.
Los recursos hídricos suministrados por el río Reventazón se distribuyen, porcentualmente, de la siguiente forma:
- 88.8% para generación de energía hidroeléctrica.
- 6.48% para actividades agroindustriales.
- 1.46% para riego.
- 1.37% para acueductos.
- 0.86% para consumo humano.
- 0.45% para actividades agropecuarias.
- 0.45% para actividades industriales.
- 0.02% para actividades comerciales.
- 0.02% para turismo.

### Energía hidroeléctrica
Tres importantes proyectos hidroeléctricos de Costa Rica utilizan las aguas del río Reventazón para generar energía eléctrica. Estos se encuentran administrados por el Instituto Costarricense de Electricidad (ICE). El ICE tiene en la cuenca del Reventazón tres embalses en cascada, a saber: río Macho, Cachí y Angostura, que en conjunto generan 378,6 MW y representan el 37,82% de la hidroelectricidad nacional. 
La represa hidroeléctrica de Cachí, construida al paso del río Reventazón por Paraíso de Cartago, fue inaugurada el 7 de mayo de 1966. Consta de dos unidades idénticas con una potencia conjunta de 64 000 kW. Está ubicada en Cartago, entre Cachí de Paraíso y Bajos del Congo de Tucurrique. Esta planta tiene la particularidad de que ofrece atractivos turísticos y de pesca que constituyen beneficios adicionales para la zona. Tiene una capacidad instalada de 102 MW con tres unidades con una capacidad de 34 MW cada una. Su represa es de tipo arco, única del país, y se localiza en el Valle de Ujarrás. 
Su explotación hídrica se logra aprovechando las aguas del río Macho (sistema en cascada) más las aguas del río Reventazón, el Navarro y el río Aguacaliente. La casa de máquinas se ubica 4 km al sur de Juan Viñas en el distrito de Tucurrique del cantón de Jiménez.
La central hidroeléctrica de La Angostura entró en operación el 17 de octubre del 2002. Está ubicada en Turrialba de Cartago y consta de tres unidades idénticas con una potencia conjunta de 172 203 kW. Es la segunda planta de mayor generación hidroeléctrica del país, superada únicamente por la represa hidroeléctrica del lago Arenal.

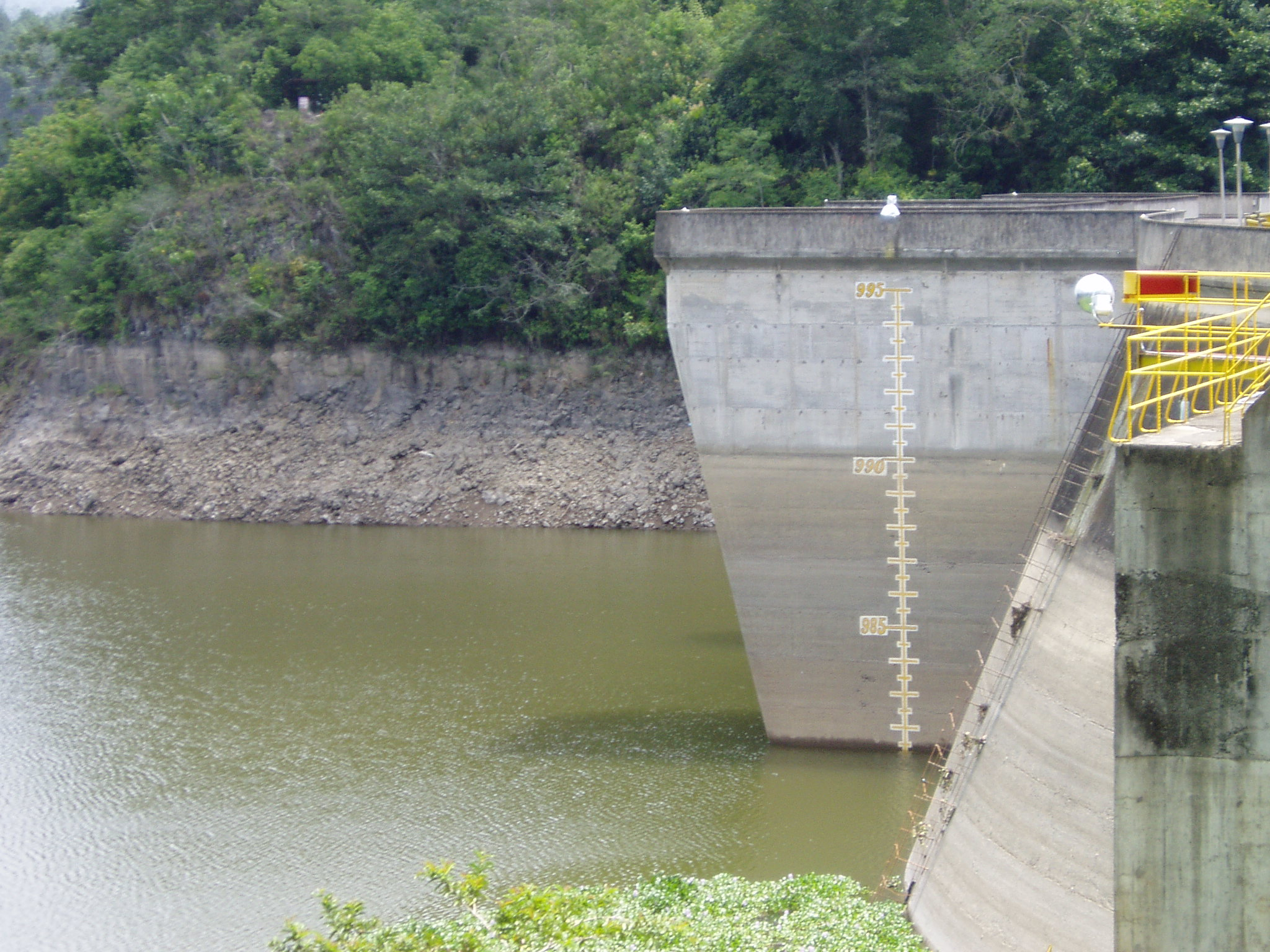
Represa del río Macho.

La planta hidroeléctrica de río Macho está situada en el Valle de Orosi. Su casa de máquinas está localizada 6 km al este del pueblo de Orosi, distrito tercero del cantón de Paraíso, provincia de Cartago. La primera etapa de su construcción se dio entre 1959 y 1963 con una capacidad inicial de 30 000 kW (2 unidades de 15 MW cada una) que aprovechan las aguas del río Macho, el río Blanco y el río Pejibaye. Estas unidades entraron en operación el 1 de junio y el 1 de agosto de 1963 respectivamente. El embalse se encuentra en un sitio denominado El Llano y corresponde a un lago artificial de 400.000 m³. Está totalmente revestido con una capa de vinil que lo impermeabiliza. Cuenta con una compuerta para llenado y un aliviadero para descargar las aguas excedentes. En 1972 se concluyó el proyecto Obras de Conducción Tapantí, que consiste en una ampliación de río Macho por medio del aprovechamiento adicional de las aguas de los ríos Grande de Tapantí, Porras, Humo y Villegas, permitiendo incrementar la potencia en 60 000 kW. más (2 Unds. de 30 MW. c/u). Estas unidades entraron en operación el 23 de marzo y el 20 de octubre de 1972 respectivamente.
Recientemente, el ICE ha iniciado la construcción de una nueva represa hidroeléctrica en el cantón de Siquirres, llamada Reventazón, cuya terminación estaría para el 2015, y sería la planta de mayor capacidad eléctrica del país y de Centroamérica. Con 130 metros de altura y 527 de ancho, y con un embalse de 7 km², se convertirá en la más grande construida hasta ahora en Costa Rica.

### Actividad agropecuaria
En la cuenca del río Reventazón se realizan diversas actividades agrícolas, cultivo de pastos y ganadería de leche. Alrededor de la cuenca del río Reventado, en las faldas del volcán Irazú, hay una importante producción de hortalizas y tubérculos, principalmente la papa y la zanahoria. En los cantones de la provincia de Limón, es muy importante la producción bananera, el principal producto agrícola de exportación del país.

### Turismo
El río Reventazón ofrece diversas secciones para realizar rafting. La mayoría de este río es apto para su descenso con secciones de diferentes dificultades. La cercanía con el Valle Central de Costa Rica lo hace ideal para paseos de un día. Unas 8 empresas turísticas ofrecen sus servicios de tours a este río para practicar este deporte de aventura. Además del rafting, el río ofrece diversas bellezas escénicas y vistas panorámicas, con la casual observación de fauna, especialmente acuática, avifauna y mamíferos.